# Klášter Kamenec
Klášter Kamenec (polsky Kamieniec) je zaniklý cisterciácký klášter v polském Kamenci pocházející z morimondské filiační řady. V Kamenci býval na počátku 13. století pohraniční hrad Kamenec a roku 1210 zde vzniklo proboštství vratislavského augustiniánského kláštera Na písku. Roku 1246 jej vratislavský biskup Tomáš I. předal cisterciáckým bratrům z Lubuše.
Nový klášter měl blízko k českému království, opaté z Oseka a Hradiště byli pověřeni inspekcí vybrané lokality a posouzením vhodnosti nové fundace. Václav II. udržoval s kameneckými cisterciáky dobré vztahy, místní opat se zúčastnil roku 1292 v Sedlci jmenování konventu pro královskou fundaci na Zbraslavi a král sám slezský klášter obdaroval a opakovaně potvrzoval klášterní majetek na územích spadajících pod českou správu.

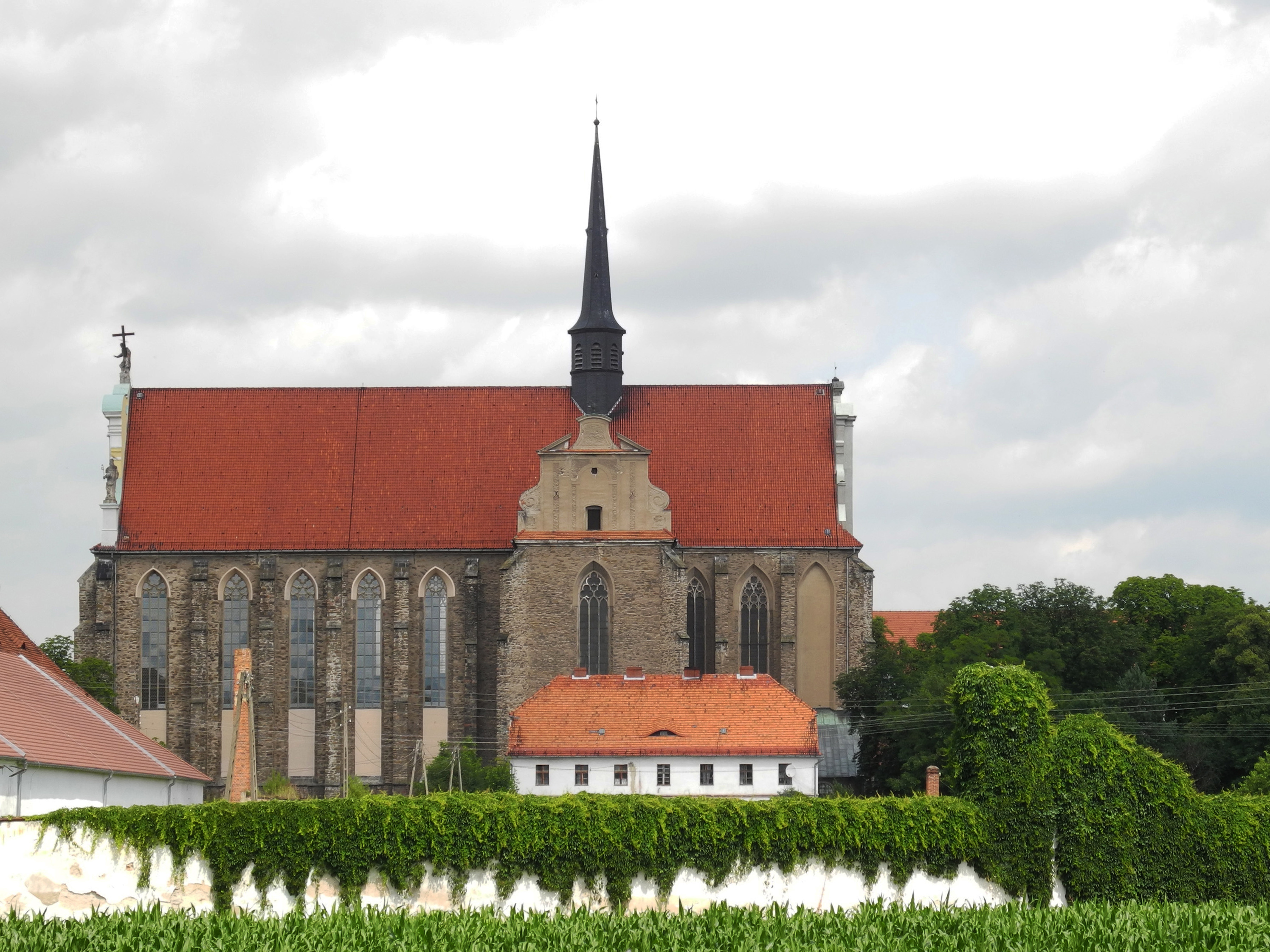
Kostel od jihu

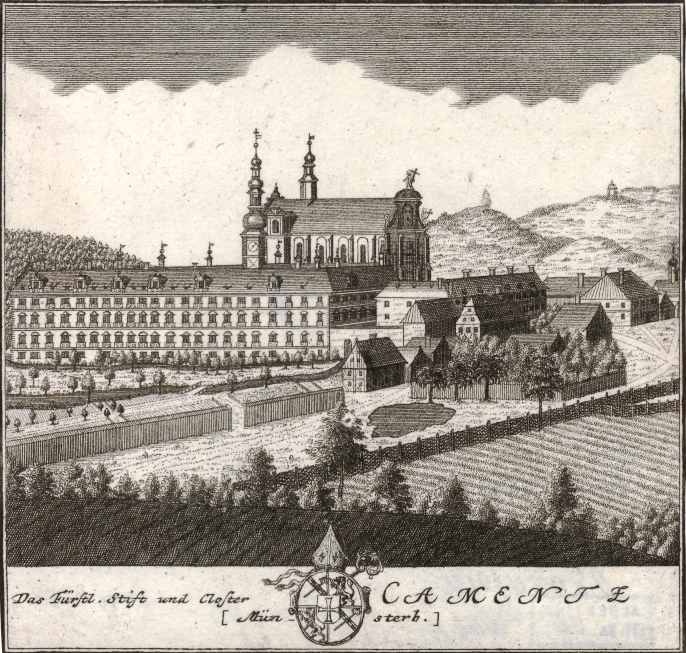
veduta kláštera z roku 1735

Před koncem 13. století se v Kamenci započalo se stavbou konventního kostela, který architektonicky navazuje na kostely v Mariensternu a v Neuzelle. Kostel je trojlodní se síňovým pravoúhlým chórem a je zaklenut devíti křížovými klenbami na dvou dvojicích sloupů, čímž upomíná i na řešení klášterních kostelů v Heiligenkreuzu a na Zbraslavi. Svou strohostí připomíná kostel v rakouském Imbachu a je projevem tzv. redukované gotiky. Oproti svým vzorům je celý vystavěn z cihel. Stavba poničená v letech 1428-1435 husity, byla koncem 15. století dostavěna, západní předsíň a štít v průčelí jsou barokní.  
Klášterní budovy a kostel, poničené za třicetileté války, byly přestavěny v barokním slohu v letech 1681–1732. Práce vedli opati Augustin Neudeck (1681–1702) a Gerhard Woywoda (1702–1732). Pro hlavní oltář kostela Nanebevzetí Panny Marie namaloval mariánský oltářní obraz a v nástavci obraz Nejsvětější Trojice Michael Willmann. Obrazy sv. Benedikta a sv. Bernarda na postranní oltáře zhotovil Jan Kryštof Liška.
Cisterciáci zde ukončili svou činnost k roku 1810, roku 1817 byl klášter zničen rozsáhlým požárem.